# IRIS-T
IRIS-T는 독일이 주도적으로 개발한 단거리 공대공 미사일이다. Luftwaffe는 2005년 12월 5일 최초로 미사일을 인도했다. 사이드와인더 미사일을 대체하기 위해 시발되었으며, 사이드와인더를 장착할 수 있는 어떤 비행기도 IRIS-T 미사일을 사용할 수 있다.

## 역사
1980년대에 나토는 미국과 양해각서를 교환했다. 미국은 중거리 공대공 미사일을 개발하고, 영국과 독일은 단거리 공대공 미사일을 개발하여 사이드와인더 미사일을 대체한다는 것이었다. 이에 따라 미국은 암람 중거리 공대공 미사일을 개발했으며, 독일과 영국은 ASRAAM 단거리 공대공 미사일을 개발했다.
1990년에 독일이 통일되었다. 통일독일은 동독의 미그-29 전투기에 장착되어 있던 빔펠 R-73(AA-11 아처) 단거리 공대공 미사일을 대량으로 보유하게 되었다. 성능을 시험해 보니, 알려진 것보다 훨씬 뛰어났다. 특히, 사이드와인더 보다 훨씬 기동성이 좋으며, 시커의 추적 능력이 뛰어났다.
이러한 결과로, 독일은 영국이 책임이 있는 아스람의 외형 설계에 대해 불만을 제기했다. 특히 추력편향(thrust vectoring)은 근접전의 고도의 기동에서 매우 필요한 것이었는데, 아스람에는 없었고 아처에는 이 기능이 있었다. 그러나 영국과 독일은 합의에 이르지 못했고, 결국 1990년에, 영국은 다른 시커와 아스람 개량형 개발을 모색하고 있는 도중에, 독일은 아스람에서 철수한다.
1990년대 후반에, 미국도 사이드와인더에 대해 비슷한 문제제기를 하였으며, 더욱더 고기동성을 확보할 것을 요구했다. 또한 적외선 기만기에 대한 대응능력도 높일 것을 요구했다. 이 프로그램을 AIM-9X라고 한다.

## 파생형

### IRIS-T SL
MEADS 프로그램 내에서 독일 공군은 IRIS-T SL이라고 하는 지상 발사형(SL, surface-launched) 레이더 유도 버전 미사일을 통합할 계획이다. 일반적인 IRIS-T와 달리 뾰족한 노즈를 가지고 있으며, 항력을 감소시키는 노즈 콘이 있다. 미사일은 초기 유도 단계에서는 지휘 유도를 위해 GPS 기반 관성 항법 시스템과 레이더 데이터 링크를 사용하고, 종말 유도 단계에서는 간섭 방지 IR 시커 헤드가 활성화 된다. IRIS-T와 비교하여 로켓 모터의 직경이 152mm로 증가했다. IRIS-T SL 시험발사는 2015년 1월 남아프리카의 Denel Overberg 미사일 시험장에서 성공했다.
IRIS-T SLS(단거리) 및 IRIS-T SLM(중거리)의 두 가지 파생형이 있다. 이중 모드 시커가 있는 IRIS-T SLX(장거리) 버전은 2022년 4월 현재 개발 중이다. IRIS-T SLM의 시험발사는 2022년 1월에 완료되었다.
2022년 러시아의 우크라이나 침공 이후, 독일 측에서 우크라이나에 IRIS-T SLM 4개 포대를 지원 약속하였고, 첫 포대가 10월 초에 지원 완료되었다.
IRIS-T SLM 방공 시스템에는 통제소, 레이더, 여러대의 발사차량, 지원 차량으로 구성된다. 한 대의 발사대 트럭에서 IRIS-T SLM 미사일 8발을 수직 발사한다. 유효사거리 40 km, 최대요격고도 20 km이다.
- 사거리: SLS 25 km, SLM 40 km, SLX 80 km
- 최대요격고도: 20 km
- 중간유도: 세미 액티브 레이더 유도
- 종말유도: 적외선 유도
- 탄두: 파편폭풍형

## 성능
IRIS-T는 높은 ECM 대항능력, 목표물 식별능력, 플래어 극복능력, 고도의 근접전 능력 (60 g, 60°/s)을 갖고 있다. 사이드와인더 AIM-9L 미사일 보다 5 ~ 8배 더 사거리가 긴 헤드온 발사능력을 갖고 있으며, 미사일을 발사한 전투기가 목표물을 가린 경우에도 잘 요격할 수 있다.

## 합작개발
1995년에 독일은 IRIS-T 개발 프로그램을 발표했다. 그리스, 이탈리아, 스웨덴, 노르웨이, 캐나다가 개발에 참여했다. 캐나다는 나중에 탈퇴했다. 2003년에 스페인이 획득을 위한 파트너로 참여했다.
- 독일 46%
- 이탈리아 19%
- 스웨덴 18%
- 그리스 13%
- 캐나다와  노르웨이 4%

## 비교
패트리어트 PAC-3는 마하 3.5~5의 속도로 고도 30~40㎞에서 북한군의 KN-01과 KN-02 단거리 미사일은 물론 스커드(사정 300~600km), 노동(사정 1천km) 미사일 등을 타격하는 하층방어 요격미사일이다.
|              | IRIS-T SLM              | 패트리어트 PAC-3        | 천궁                    |
| 사거리       | 40 km                   | 20 km                   | 40 km                   |
| 최대요격고도 | 20 km                   | 20 km                   | 20 km                   |
| 중간유도     | 세미 액티브 레이더 유도 | 세미 액티브 레이더 유도 | 세미 액티브 레이더 유도 |
| 종말유도     | 적외선 유도             | 액티브 레이더 유도      | 액티브 레이더 유도      |
| 탄두         | 파편폭풍형              | 히트투킬                | 히트투킬                |

## 갤러리

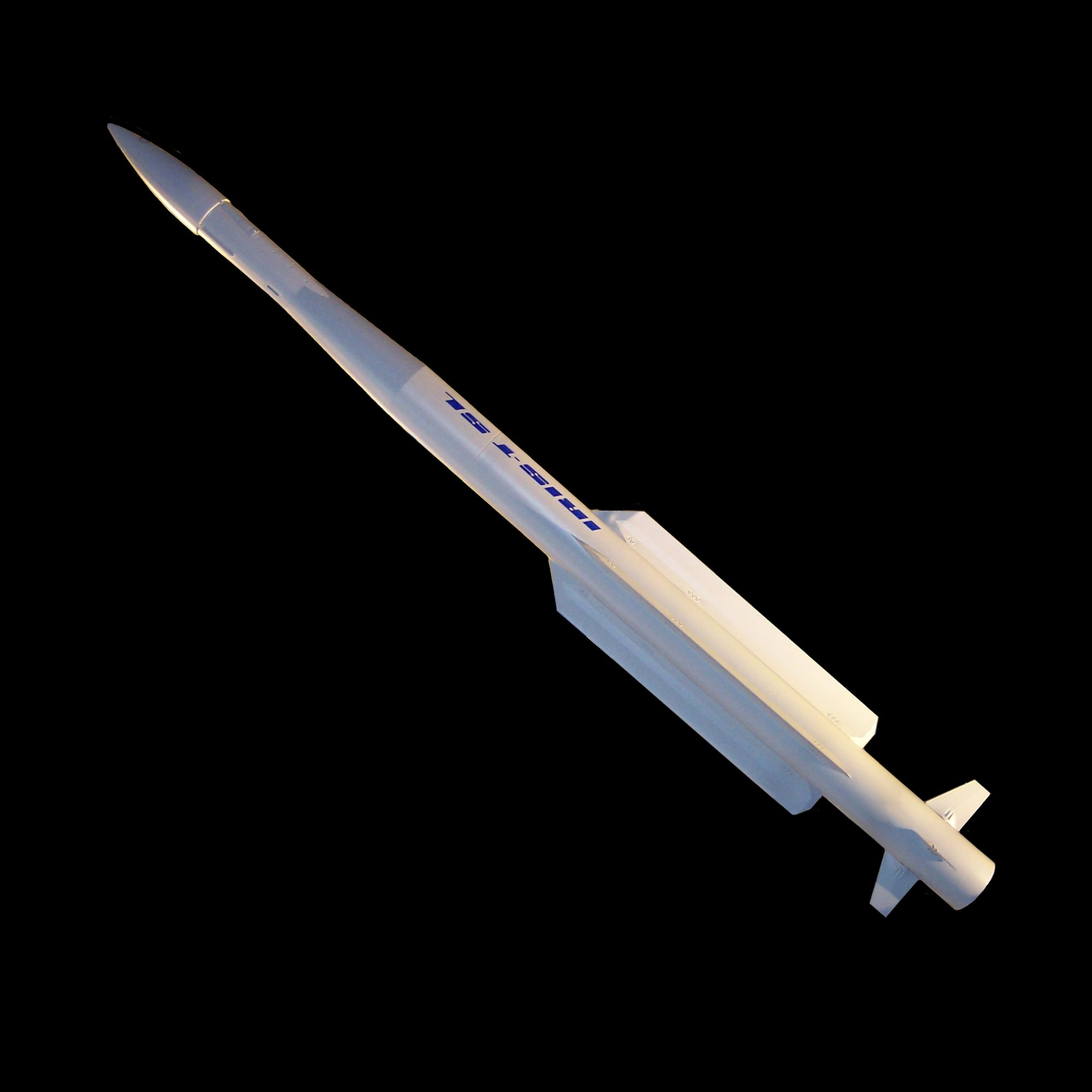
IRIS-T SL 미사일
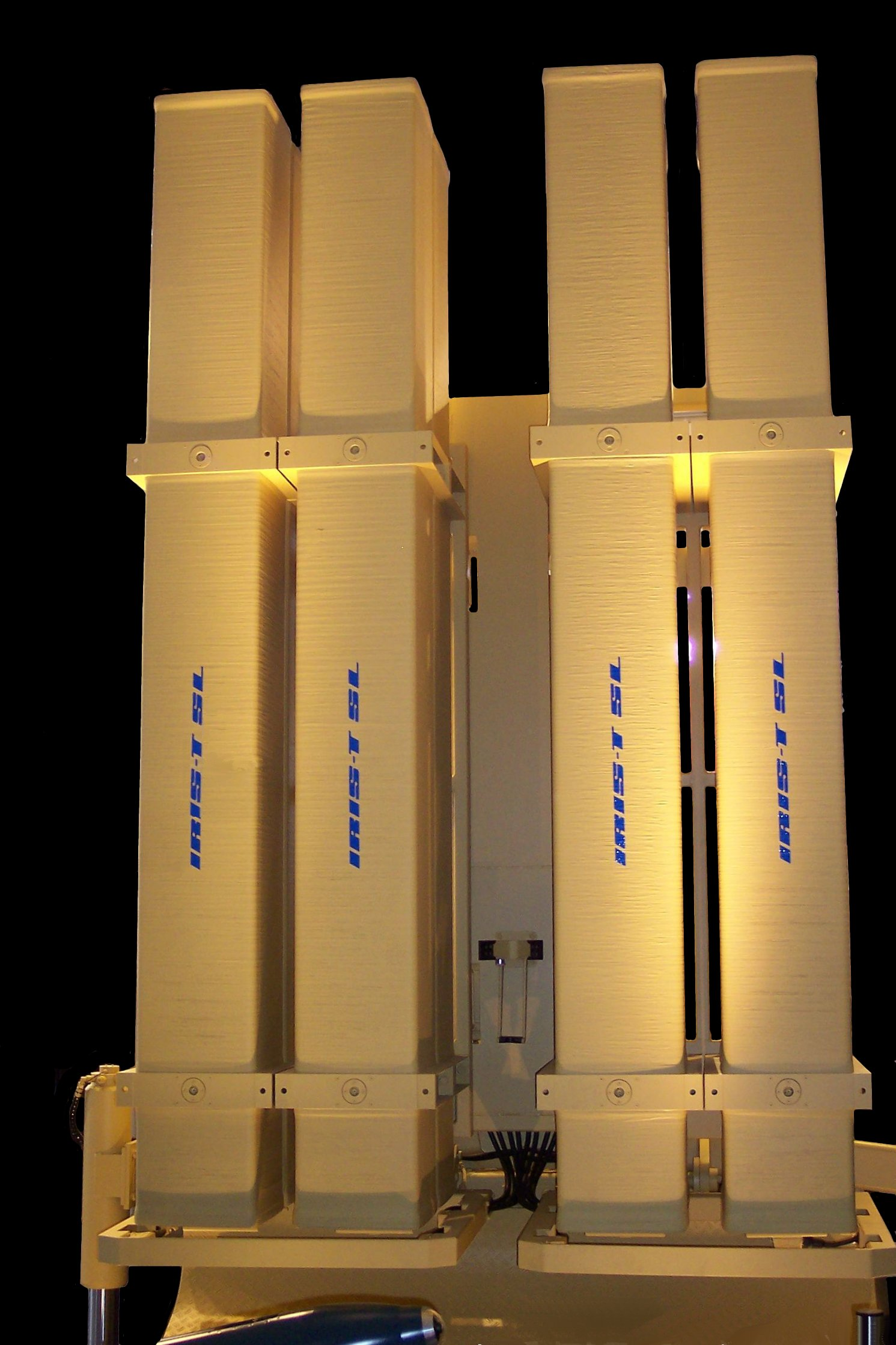
IRIS-T SL 발사 시스템
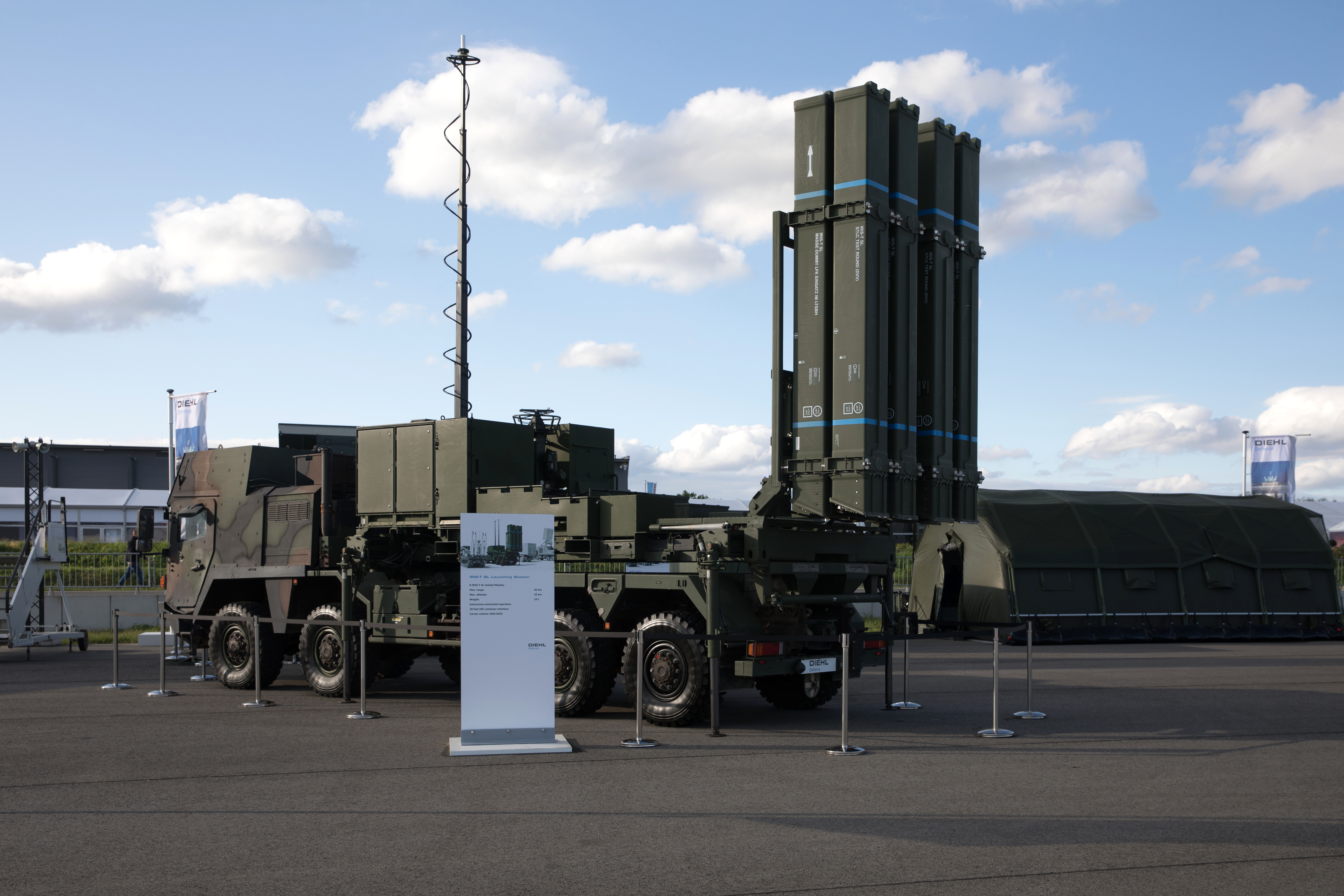
IRIS-T SLM 발사대

## 사용국가
- 독일: 1,250
- 스페인: 770
- 그리스: 350
- 오스트리아: 25
- 스웨덴:
- 노르웨이:
- 이탈리아: 450
- 벨기에: 500
- 네덜란드: 500
- 남아프리카 공화국:

## 같이 보기
- MBDA MICA
- R550 Magic
- AIM-9 사이드와인더
- ASRAAM
- Shafrir
- IDAS - IRIS-T 미사일을 유선유도식 잠대공 미사일로 개량한 것이다.